# Да Силва, Ренан Витор
Ренан Витор да Силва (порт. Renan Victor da Silva); родился 19 мая 2002 года, Итапеви, Сан-Паулу) — бразильский футболист, защитник клуба «Палмейрас», на правах аренды выступающий за «Ред Булл Брагантино».

## Биография
Ренан — воспитанник клуба «Палмейрас». 14 октября 2020 года в матче против «Коритибы» он дебютировал в бразильской Серии A. В том же году Ренан стал обладателем Кубка Либертадорес. 22 апреля 2021 года в матче Кубка Либертадорес против перуанского «Университарио» он забил свой первый гол за «Палмейрас».
В апреле 2022 года был отдан в аренду в «Ред Булл Брагантино».
В 2019 году в составе юношеской сборной Бразилии Ренан принял участие в юношеском чемпионате Южной Америки в Перу. На турнире он сыграл в матчах против команд Парагвай, Уругвай, Колумбия и Аргентины.
В том же году в составе Ренан выиграл домашний юношеский чемпионат мира. На турнире он сыграл в матче против Чили.

## Достижения
- Чемпион штата Сан-Паулу (1): 2022
- Чемпион Кубка Бразилии (1): 2020
- Обладатель Кубка Либертадрес (2): 2020, 2021
- Обладатель Рекопы Южной Америки (1): 2022 (не играл)
- Победитель юношеского чемпионата мира (1): 2019